# Кур (Де Севр)
Кур (фр. Cours) насеље је и општина у западној Француској у региону Поату-Шарант, у департману Де Севр која припада префектури Ниор.
По подацима из 2011. године у општини је живело 541 становника, а густина насељености је износила 36,26 становника/km². Општина се простире на површини од 14,92 km². Налази се на средњој надморској висини од 102 метара (максималној 169 m, а минималној 63 m).

## Демографија
| 1962. | 1968. | 1975. | 1982. | 1990. | 1999. | 2011. |
| ----- | ----- | ----- | ----- | ----- | ----- | ----- |
| 338   | 398   | 366   | 402   | 405   | 414   | 541   |

График промене броја становника у току последњих година